# Richard Demarcy
Pour les articles homonymes, voir Demarcy.
Richard Demarcy est un dramaturge et metteur en scène français, né le 27 janvier 1942 au Bosc-Roger-en-Roumois (Eure) et mort le 19 août 2018 à Paris 13e.

## Biographie
Formé chez les jésuites, Richard Demarcy étudie l’ethnologie et la sociologie à la Sorbonne. Il soutient une thèse de doctorat en sociologie les Éléments d'une sociologie du spectacle qui sera publiée. Il enseigne alors à la Sorbonne, à l'Institut d'Etudes Théâtrales de l'université de Paris III.
Il est secrétaire général du Théâtre de la Commune d'Aubervilliers de 1968 à 1972.
En 1972, il fonde, avec sa compagne la comédienne Teresa Mota (1940-2022), la compagnie expérimentale Naïf Théâtre, dont il réalise la majorité des productions, défendant un théâtre du merveilleux qui s'adresse à tous les âges.
Il est l'auteur de poèmes (parus dans des revues de 1964 à 1973), de pièces pour enfants, d'un livret d'opéra, La Grotte d'Ali (1987), d'un roman, Angela, la guérillère soprano (Julliard, 1990) et du livre Éléments d'une sociologie du spectacle.
Amoureux de l'Afrique, ses pièces sont un vrai mélange culturel.

### Famille
Richard Demarcy et Teresa Mota sont les parents d'Emmanuel Demarcy-Mota (née en 1970), directeur du Théâtre de la Ville et du Festival d'automne.

## Distinction
Richard Demarcy a été fait chevalier de l'ordre des Arts et des Lettres.

## Quelques pièces
- L'Étranger dans la maison : fable burlesque et tragique (création au Théâtre de la Tempête le 15 janvier 1982)
- L'Enfant d'éléphant, d'après Rudyard Kipling
- La Saga Ubu
- Les Mimosas d'Algérie
- Oyé Luna
- Les Deux Bossus
- Histoires du monde
- 1977: Barracas 1975 de Richard Demarcy et Teresa Mota, mise en scène des auteurs, Festival d'Avignon, Théâtre de la Commune
- 1991 : La Nuit du père de Richard Demarcy, mise en scène de l'auteur, Théâtre de la Tempête